# جون هوفمان (مبارز بالسيف)
جون هوفمان (بالإنجليزية: John Huffman)‏ هو مبارز بالسيف أمريكي، ولد في 17 فبراير 1905 في نورفولك في الولايات المتحدة، وتوفي في 24 ديسمبر 1979 في سياتل في الولايات المتحدة.

## وصلات خارجية
- جون هوفمان على موقع أوليمبيديا (الإنجليزية)